# Bằng Kiều
Nguyễn Bằng Kiều, thường được biết đến với nghệ danh Bằng Kiều (sinh ngày 13 tháng 7 năm 1973), là một nam ca sĩ người Mỹ gốc Việt. Theo học tại Nhạc viện Hà Nội, anh khởi đầu sự nghiệp thông qua tham gia các ban nhạc Chìa khóa vàng, Hoa sữa, Quả Dưa Hấu và sau đó hát riêng. Nổi tiếng khi sử dụng chất giọng nam cao (tenor) được giới chuyên môn đánh giá là trong và giàu tình cảm.
Năm 2004, do có những phát ngôn gây tranh cãi, Bằng Kiều bị tước quyền công dân nước nhà và sinh sống tại Mỹ cho đến khi anh trở về quê hương vào năm 2008. Năm 2016, anh là một trong ba giám khảo chính của chương trình Thần tượng âm nhạc Việt Nam. Năm 2024, anh tham gia chương trình truyền hình thực tế Anh trai vượt ngàn chông gai.

## Gia đình
Bằng Kiều là con trai út của người vợ thứ ba trong một đại gia đình có truyền thống nghệ thuật, gồm một người cha và 3 bà mẹ với 16 anh chị ruột thịt. Mẹ Bằng Kiều là nghệ sĩ cải lương và chèo Lưu Nga, cha anh là bác sĩ Nguyễn Bằng Bùi nhưng ông cũng tham gia nghệ thuật rất hăng say, hai người anh của Kiều là NSƯT Bằng Thái, NSƯT Bằng Thịnh. Gia đình dòng họ Nguyễn Bằng của anh sinh sống ở căn gác nhỏ nằm ở Ngô Sĩ Liên tại Hà Nội. Anh sinh ra trong những ngày khó khăn, cha làm ở bệnh viện, mẹ bán phở và diễn chèo, đàn hát. Khi bộc lộ tài năng, anh được cả nhà dành tiền đầu tư cho học nhạc và đeo đuổi sự nghiệp. Bằng Kiều có hai người anh trai được tặng danh hiệu Nghệ sĩ ưu tú.
Bằng Kiều cho biết mẹ anh hồi mang thai nằm mơ nhặt được anh ở cầu Xà Kiều (nằm ở xã Quảng Phú Cầu, Ứng Hòa, Hà Tây) (nay thuộc Hà Nội) nên đã đặt cho cái tên Bằng Kiều. Khoảng thời gian lúc bắt đầu đi hát, Bằng Kiều tâm sự rằng đã "khổ sở vì cái tên hơi quê", nhưng sau lại thích vì "thấy tên mình độc".

## Sự nghiệp

### Khởi nghiệp: 1989–2000
Năm 1989 Bằng Kiều đỗ và theo học kèn Basson tại Nhạc viện Hà Nội. Trong thời gian học tập tại đây, Bằng Kiều đã thành lập ban nhạc Chìa Khóa Vàng. Sau đó Bằng Kiều tham gia ban nhạc Hoa Sữa từ năm 1990 đến 1996. Năm 1998, Bằng Kiều cùng thành lập nhóm nhạc Quả Dưa Hấu với các thành viên khác gồm Anh Tú, Tuấn Hưng và Tường Văn. Sau khi nhóm Quả Dưa Hấu tan rã vào năm 2000, Bằng Kiều tiếp tục sự nghiệp ca sĩ đơn ca.

### Thành công trong nước
Bằng Kiều gặt hái nhiều thành công với sự nghiệp ca hát, anh được mời tham gia nhiều chương trình truyền hình trong nước và địa phương.
Bằng Kiều từng tham gia những chương trình biểu diễn âm nhạc lớn, bao gồm chương trình xuyên Việt "Dòng thời gian 2002", quy tụ những nhạc sĩ và ca sĩ lớn tại Việt Nam tham gia, bên cạnh đó là các chương trình Duyên Dáng Việt Nam, Làn Sóng Xanh, Nhịp cầu Âm nhạc,...
Tháng 5 năm 2001, Bằng Kiều có tham gia một vở kịch trên sân khấu của Đài Truyền hình Thành phố Hồ Chí Minh. Diễn xuất của anh được đánh giá là hay nhưng chưa có cơ hội nổi bật lên do kịch bản chưa hoàn chỉnh. Tuy nhiên anh đã gây được cảm tình với người xem và được báo Tuổi Trẻ đánh giá là "chàng trai đa tài". Tháng 9 cùng năm, Bằng Kiều tham gia trận đấu bóng đá giao hữu với các ngôi sao điện ảnh Hồng Kông cùng một số nghệ sĩ trong nước để ủng hộ cho một quỹ từ thiện cho người mù nghèo Việt Nam.

### Lưu diễn nước ngoài: 2001–2003
Từ cuối 2001, phong trào đưa ca sĩ nổi tiếng trong nước ra biểu diễn tại hải ngoại do Công ty Tổ chức biểu diễn Thành phố Hồ Chí Minh khơi nguồn phát triển và gặt hái nhiều thành công. Bằng Kiều cùng đoàn nghệ sĩ tên tuổi tại Việt Nam tham gia chuyến lưu diễn kéo dài một tháng ở Đông Âu theo lời mời của cộng đồng người Việt tại đây. Trước đó, anh đã tham gia biểu diễn tại một số tụ điểm ca nhạc ở Mỹ kết hợp mục đích muốn học hỏi những kiến thức về kỹ thuật phòng thu. Bằng Kiều cũng nhận lời mời biểu diễn tại Úc vào giữa năm 2002.
Sau khi album Chuyện lạ ra mắt, Bằng Kiều gần như biến mất trên các sân khấu trong nước do bận đi lại liên tục giữa Mỹ và Việt Nam để thu âm cho album thứ hai, theo hỗ trợ Trizzie Phương Trinh công việc kinh doanh và chuẩn bị cho đám cưới. Ngoài theo đuổi sự nghiệp ca hát, anh còn tham gia vai trò diễn viên kịch và hoạt động kinh doanh cùng Phương Trinh, bao gồm mở phòng trà và quán cà phê tại Thành phố Hồ Chí Minh. Tháng 5 năm 2002, ban tổ chức chương trình Duyên dáng Việt Nam có điện thoại mời anh tham gia, nhưng anh từ chối vì không về kịp do bận thực hiện một album.
Từ tháng 9 năm 2002, Bằng Kiều lập gia đình và sang Mỹ định cư. Sau đó anh xuất hiện trên sân khấu các đại nhạc hội tại California. Trong một thời gian, đã có vài cuộc phản đối từ một số người Việt hải ngoại vì nghi Bằng Kiều là người được đưa qua thực hiện công tác "văn hóa vận" của Đảng Cộng sản Việt Nam trên đất Mỹ. Trong một lần hát từ thiện giữa năm 2003, Bằng Kiều đã phát biểu xin được gia nhập cộng đồng hải ngoại để đem khả năng và lời ca tiếng hát phục vụ cộng đồng. Anh nhận được sự hoan nghênh đón nhận, nhiều nơi tại Mỹ và Canada liên tục ký hợp đồng trình diễn với anh. Ngoài ra anh còn biểu diễn tại một số nước khác như Úc, Philippines, Hà Lan, Đức, Tiệp Khắc.

### Sự cố: 2003–2004
Giữa tháng 11 năm 2003, Bằng Kiều về Hà Nội thăm mẹ. Ngày 25 tháng 11, trên trang web "Tin Tức Việt Nam thời đổi mới" do Bộ Văn Hóa Thông tin đã đăng một bài phỏng vấn trong mục "Quốc tế Thị Trường và Tiêu dùng" mang tựa đề "Kiêu Bằng Kiều". Bài báo có những phát biểu được cho là đã gây bất bình và phẫn nộ cho giới cùng nghề và cộng đồng ở hải ngoại lẫn tại Việt Nam, bao gồm phát biểu rằng cát-xê của anh thuộc hàng cao nhất trong các ca sĩ nam ở Mỹ, rằng anh thuộc thế hệ ca sĩ "tích cực xua đuổi nhạc hải ngoại ra khỏi Việt Nam", chủ định không xuất hiện tại chương trình ca nhạc của các trung tâm ở hải ngoại, những đánh giá về thị hiếu và cách làm việc của sân khấu ca nhạc trong nước,... cùng những phát biểu được cho rằng có dụng ý khác. Ngày 27 tháng 12 năm 2003, trong một buổi hội thảo Hội đoàn, chủ tịch Cộng đồng Việt Nam tại Sacramento đã đọc một bản tuyên cáo quyết định tẩy chay Bằng Kiều vì đã có các "hoạt động nội tuyến làm tuyên vận cho Cộng sản Việt Nam để chống phá cộng đồng người Việt tị nạn tại hải ngoại."  Đối với sự việc này, Bằng Kiều đã lên tiếng phân tích những chi tiết gây tranh cãi trong bài báo và cho rằng "Bài báo mà phía Việt Nam đăng tải hoàn toàn bịa đặt và ác ý", rằng anh đã có phỏng vấn với ký giả nhưng chỉ bàn về những chuyện bình thường khác, không có những chuyện như trong bài tường thuật.
Sau khi trở về Mỹ, anh đã có một số phát biểu gây tranh cãi để đính chính vụ việc trên, như: "Trong lần về nước gần đây, tôi đã từ chối tham gia một số chương trình lớn để chứng minh cho sự hướng tới mảnh đất tự do của mình... Mong cộng đồng người Việt tị nạn ở hải ngoại hãy chấp nhận tôi như một thành viên mới". Phát biểu này được báo Công an Nhân dân đánh giá là "đầy sự phản phúc và tinh thần bợ đỡ". Cũng theo báo Công an Nhân dân được thuật lại, trong một lần biểu diễn, một ông bầu tên Việt Dzũng được cho là "có nguồn gốc sĩ quan tâm lý chiến của chính quyền cũ Sài Gòn" đã chỉ đạo người cắm vào bó hoa để tặng Bằng Kiều vài ba lá cờ vàng ba sọc đỏ nhỏ. Bằng Kiều vẫy hoa, thành ra vẫy cờ. Hình ảnh này được quay phim chụp ảnh và phóng đại cho những mục đích chính trị. Cũng theo đó, các bài hát mà anh thể hiện tại Paris by Night do ông bầu Việt Dzũng đặt hàng được cho rằng đã "bày binh bố trận cả về câu chữ lăng - xê lẫn những ngón nghề chính trị" trong đó.
Từ tháng 2 năm 2004, Cục Nghệ thuật - Biểu diễn thuộc Bộ Văn hóa Thông tin có kiến nghị tạm dừng các chương trình của Bằng Kiều. Ngày 22 tháng 11, Cục đã gửi công văn tới các đơn vị có liên quan trong nước, đề nghị không sử dụng dưới mọi hình thức các tiết mục của ca sĩ Bằng Kiều và các bài hát do anh sáng tác. Theo công văn đó, Bằng Kiều chính thức bị tước bỏ quyền công dân và nghệ sĩ Việt Nam (nhưng không nói rõ quyết định của ai và quyền công dân đó gồm những gì). Lý do trích dẫn trong công văn là Bằng Kiều đã "tự ý rời bỏ Tổ quốc, phát biểu xuyên tạc chế độ dân quyền, vi phạm nghiêm trọng pháp luật Việt Nam". Quyết định này được xem như là một "biện pháp cảnh tỉnh các nghệ sĩ". Báo Công An Thành phố Hồ Chí Minh cho rằng những phát biểu của Bằng Kiều tạo cơ hội "để những thế lực phản động, thù địch lợi dụng vu cáo, chống phá công cuộc xây dựng chế độ Xã hội chủ nghĩa trong nước".

### Từ 2004 đến nay
Bằng Kiều hiện đang hợp tác với Trung tâm Thúy Nga và là một trong số các nam ca sĩ ăn khách vào bậc nhất hải ngoại, Anh thường xuyên xuất hiện trong loạt chương trình Paris by Night, với các dấu ấn tiêu biểu như: Lắng nghe mùa xuân về (Paris By Night 80), Em tới thăm anh đêm 30 (Paris By Night 85), Bản tình cuối (Paris By Night 86), Phút cuối (Paris By Night 88), Chị tôi (Paris By Night 90), Biển cạn (Paris By Night 98), Xin đừng quay lại (Paris By Night 99), Mùa thu cho em - mộng dưới hoa (Paris By Night 96), Em ơi Hà Nội Phố (Paris By Night 91), Xin lỗi anh (với Minh Tuyết, Paris By Night 100). Năm 2007, trung tâm Thúy Nga ghép anh với Minh Tuyết, tạo nên cặp song ca rất được yêu mến tại hải ngoại vào một khoảng thời gian sau đó và kéo dài cho tới tận ngày hôm nay.
Ngoài ra, Bằng Kiều còn tham gia một số vở hài kịch trong Paris by Night.
Cuối tháng 2 năm 2008, sau hơn 4 năm ở Hoa Kỳ, Bằng Kiều cùng gia đình trở về thăm Việt Nam. Anh cho biết mình "rất vui", tuyên bố không tham gia biểu diễn và từ chối trả lời các phỏng vấn với lý do "không muốn và không biết nói gì vào lúc này". Trong lần về nước này, Bằng Kiều tham dự nhiều chương trình ca nhạc với tư cách khán giả tặng hoa cho đồng nghiệp. Anh có xuất hiện trên sân khấu liveshow của nhạc sĩ Phú Quang, sân khấu Nhà hát Lớn Hà Nội, Cung Văn hóa Hữu nghị Việt–Xô, tặng hoa cho Ngọc Anh và Hà Trần. Xúc động vì tình cảm của khán giả với sự xuất hiện của anh, Bằng Kiều chia sẻ rằng "Hy vọng một dịp nào đó lại có thể hát cho mọi người trên sân khấu quê nhà". Nhân chuyến viếng thăm này, vấn đề quyền biểu diễn tại Việt Nam của Bằng Kiều được đưa ra bàn luận. Trong cuộc trả lời vào năm 2008 với một trang báo điện tử nhân dịp Bằng Kiều về nước, Cục trưởng Cục Nghệ thuật biểu diễn cho hay, vẫn chưa có thông tin về việc Bằng Kiều có ý định biểu diễn tại Việt Nam hay không, tuy vậy, nếu anh muốn hát tại Việt Nam, thì sẽ phải làm đơn xin Cục, sau đó, Cục Nghệ thuật biểu diễn sẽ xin ý kiến của Cục An ninh Văn hóa rồi mới đưa ra quyết định.
Tháng 3 năm 2010, Bằng Kiều bất ngờ về nước và xuất hiện trong buổi tiệc sinh nhật của ca sĩ Hồng Nhung. Tiếp đó, nhân chuyến lưu diễn tại Phnom Penh tháng 12 năm 2011, Bằng Kiều và gia đình về nước lần thứ ba. Anh có tổ chức một buổi họp fan thân mật mang tính riêng tư ở club Passion tại Hà Nội. Tuy nhiên có quá nhiều người tụ tập nên công an phường đề nghị tạm dừng buổi họp mặt vì lý do gây mất trật tự công cộng  và yêu cầu giải tán xe đậu trên lề đường sau khi buổi họp mặt diễn ra chưa được 15 phút. Các fan được thông báo chuyển địa điểm gặp gỡ đến công viên Thống Nhất. Một lý do khác cho lần về nước này của Bằng Kiều là để tham dự đêm nhạc diễn ra ở tại Hà Nội kỷ niệm 47 năm đi hát của ca sĩ Thanh Tuyền.
Ngày 25 tháng 9 năm 2012, Bằng Kiều cùng nữ ca sĩ Khánh Ly được Cục Nghệ thuật Biểu diễn chính thức cấp phép biểu diễn tại Việt Nam với thời hạn đến hết tháng 12 cùng năm. Trong đó, anh ghép với Minh Tuyết trong liveshow của hai ca sĩ. Kể từ đó, cặp đôi còn được gọi là "người tình sân khấu" của nhau và đã tham gia vào mọi buổi hòa nhạc với chủ đề tình yêu. Và năm 2023, hai ca sĩ thực hiện liveshow Bằng Kiều – Minh Tuyết với chủ đề "Bởi Vì Anh Yêu Em" để kỷ niệm 20 năm ca hát ở Trung tâm Thúy Nga và 15 năm hát chung tại Hà Nội, tổ chức vào ngày 7 và 8 tháng 3 năm 2023, 6 năm sau liveshow Bằng Kiều – Minh Tuyết với chủ đề "Như Đã Dấu Yêu", đã tổ chức vào ngày 5 tháng 8 năm 2017.
Vào năm 2024, Bằng Kiều xác nhận tham gia chương trình truyền hình thực tế "Anh trai vượt ngàn chông gai" cùng 32 nam nghệ sĩ khác.

## Đời tư
Bằng Kiều cho tới nay đã trải qua một số mối tình. Bằng Kiều từng có mối tình sâu đậm kéo dài tới 6 năm với ca sĩ Mỹ Linh. Cả hai thậm chí còn tính tới chuyện kết hôn. Nhưng chỉ vì những lần giận dỗi vụn vặt mà cặp đôi này đường ai nấy đi. Sau Mỹ Linh, một nguồn tin cho biết Bằng Kiều có bạn gái là người mẫu Tăng Huệ Văn kém anh 6-7 tuổi. Anh chính là người đã động viên Huệ Văn theo đuổi đam mê ca hát.
Bằng Kiều gặp nữ ca sĩ Người Mỹ gốc Việt Trizzie Nguyễn Phương Trinh lần đầu trong chương trình Duyên dáng Việt Nam 9 diễn ra vào tháng 4 năm 2000. Anh từ bỏ thói quen thuốc lào mà anh thừa nhận có ảnh hưởng tới giọng hát từ khi quen cô (nhưng theo Phương Trinh tiết lộ, vào thời gian sau này, anh vẫn hút thuốc lào như một thói quen không thể bỏ). Tháng 9 năm 2002, sau hơn một năm quen biết, Bằng Kiều kết hôn với Phương Trinh. Hôn lễ diễn ra tại Mỹ và Hà Nội, sau đó anh sang định cư tại miền Nam California. Con trai đầu lòng của anh có tên là Beckham Nguyễn Bằng Phương (sinh 2003), con trai thứ  hai tên là Colin Nguyễn Bằng Anh (sinh 2006), con trai thứ 3 tên là Kenzi Nguyễn Bằng Chương (sinh 2011). Năm 2021 anh có thêm 1 người con trai thứ 4 là Benly Nguyễn Bằng Nguyên 
Bằng Kiều cho biết anh và vợ Trizzie Phương Trinh quyết định sẽ không bao giờ song ca với nhau vì chất giọng và phong cách khác biệt.
Cuối tháng 5 năm 2013, có thông tin cho rằng Bằng Kiều chia tay Trizzie Phương Trinh. Hiện hai người đã chính thức ly dị.

## Phong cách âm nhạc
Năm 2002, Bằng Kiều cho biết phong cách sáng tác của anh chịu ảnh hưởng của nhạc sĩ Dương Thụ, những ca khúc anh viết đều trong sáng lãng mạn chứ không ủ ê, não nề. Phong cách âm nhạc của anh hợp với những ca khúc tình cảm sâu lắng. Về trang phục biểu diễn, trước đây, Bằng Kiều cho rằng giọng hát là quan trọng nhất nhưng sau đó anh đã chú trọng hơn đến yếu tố trang phục vì cho rằng "đó cũng là một cách biểu lộ sự tôn trọng khán giả".

## Các ban nhạc đã thành lập / tham gia
- Chìa Khóa Vàng (1989–1990)
- Hoa Sữa (1990–1996)
- Quả Dưa Hấu (1998–2000)

## Danh sách đĩa nhạc

#### Album phòng thu
- Chuyện lạ (2002)
- Anh sẽ nhớ mãi (2003)
- Mắt biếc (2004)
- Vá lại tình tôi (2005)
- Hoài cảm (2007)
- Linh hồn đã mất (2007)
- Nhạc yêu cầu (2009)
- Lại gần hôn anh (2011)
- Bằng Kiều - Vũ Thành An (2011)

## Phim

### Điện ảnh
- Trái tim không ngủ yên[55]
- Sơn đẹp trai - vai Sơn[56]
- Vệ sĩ, tiểu thư và thằng khờ - vai Tình Tatoo[57]

### Kịch
- Số đỏ - vai Xuân tóc đỏ[58]
- Oan Thị Màu - vai Lý Trưởng[58]
- Giông tố - vai Nghị Hách[58]
- Giông tố[59]
- Vợ người ta[58]
- Lời thề định mệnh[60]
- Và một số vở kịch khác

## Giải thưởng
| Năm  | Giải thưởng       | Hạng mục        | Đề cử    | Kết quả | Chú thích     |
| ---- | ----------------- | --------------- | -------- | ------- | ------------- |
| 2012 | Zing Music Awards | Nghệ sĩ của năm | Bản thân | Đề cử   | [ 61 ] [ 62 ] |